# Sankt Martin am Wöllmißberg
Sankt Martin am Wöllmißberg est une ancienne commune autrichienne du district de Voitsberg en Styrie.